# Giro di Toscana 2007
Il Giro di Toscana 2007, ottantesima edizione della corsa e valida come evento dell'UCI Europe Tour 2007 categoria 1.1, si svolse il 6 maggio 2007 su un percorso totale di 198,7 km. Fu vinto dall'italiano Vincenzo Nibali che terminò la gara in 4h41'52", alla media di 42,297  km/h.
Partenza con 121 ciclisti, dei quali 54 portarono a termine il percorso.

## Ordine d'arrivo (Top 10)
| Pos. | Corridore            | Squadra       | Tempo    |
| ---- | -------------------- | ------------- | -------- |
| 1    | Vincenzo Nibali      | Liquigas      | 4h41'52" |
| 2    | Matteo Priamo        | Panaria       | a 6"     |
| 3    | Boris Špilevskij     | Kio-Ene-DMT   | s.t.     |
| 4    | Daniele Pietropolli  | Tenax         | s.t.     |
| 5    | Marco Marcato        | LPR           | s.t.     |
| 6    | Franco Pellizotti    | Liquigas      | s.t.     |
| 7    | Mirko Allegrini      | Kio-Ene-DMT   | s.t.     |
| 8    | Miguel Ángel Rubiano | Panaria       | s.t.     |
| 9    | José Serpa           | Diquigiovanni | s.t.     |
| 10   | Aleksandr Arekeev    | Acqua & Sap.  | s.t.     |